# Francien Regelink
Francien Gerharda Riean Regelink (Warnsveld, 1986) is een Nederlandse schrijfster. 
Ze groeide op in Harfsen. Van 2012 tot 2018 maakte ze samen met Joyce het sportblog 'Girls Love 2 Run'.
In 2014 besprak Regelink de problemen rondom sexting in een interview bij Nieuwsuur. In 2016 verscheen haar boek Francien laat je tieten nog eens zien over haar persoonlijke ervaringen. Francien heeft ADHD en schreef hierover het boek DRUKS, dat in 2020 verscheen bij Blossom Books.